# Martin Stocklasa
Martin Stocklasa (Grabs, Suiza, 29 de mayo de 1979) es un exjugador y entrenador de fútbol liechtensteiniano. Actualmente está sin club.

## Carrera como jugador
Nacido en Grabs (Suiza), Stocklasa comenzó su carrera senior en el FC Vaduz en 1997 y se mudó al equipo suizo FC Zürich en el verano de 1999. Pasó toda la temporada 2000-01 cedido al SC Kriens, otro club suizo, y regresó al FC Zürich por una temporada antes de finalmente regresar a su primer club, el FC Vaduz, en el verano de 2002 y pasar cuatro temporadas allí antes de mudarse al Dynamo Dresden. Stocklasa había estado relacionado con un movimiento al club inglés Leeds United, antes de unirse al SV Ried. Se unió al FC St. Gallen, de la Swiss Challenge League, luego de dejar el SV Ried en 2011.
En junio de 2014, se retiró como futbolista profesional.

## Carrera como entrenador
Stocklasa fue el entrenador de la selección sub-21 de Liechtenstein desde el 6 de febrero de 2019 hasta diciembre de 2020. Fue el entrenador de la primera victoria de la sub-21, una victoria por 1-0 sobre la Azerbaiyán el 6 de junio de 2019.
A continuación, fue nombrado entrenador de la selección absoluta de Liechtenstein, tras la marcha de Helgi Kolviðsson. El 1 de marzo de 2023, se anunció que canceló su contrato con la Asociación de Fútbol de Liechtenstein para unirse al FC Vaduz.A casi un año de su nombramiento, fue despedido de su cargo luego de una serie de malos resultados.

## Clubes

### Como jugador
| Club               | País          | Año       |
| ------------------ | ------------- | --------- |
| FC Vaduz           | Liechtenstein | 1997-1999 |
| FC Zürich          | Suiza         | 1999-2002 |
| SC Kriens (cedido) | Suiza         | 2000-2001 |
| FC Vaduz           | Liechtenstein | 2002-2006 |
| Dynamo Dresden     | Alemania      | 2006-2008 |
| SV Ried            | Austria       | 2008-2011 |
| FC St. Gallen      | Suiza         | 2011-2014 |

### Como entrenador
| Club                              | País          | Año       |
| --------------------------------- | ------------- | --------- |
| Selección sub-18 de Liechtenstein | Liechtenstein | 2018-2019 |
| Selección sub-21 de Liechtenstein | Liechtenstein | 2019-2020 |
| Selección de Liechtenstein        | Liechtenstein | 2021-2023 |
| FC Vaduz                          | Liechtenstein | 2023-2024 |